# Чех, Эдуард
Эдуард Чех (чеш. Eduard Čech; 29 июня 1893[…], Страчов, Австро-Венгрия[…] — 15 марта 1960[…], Прага, Чехословакия[…]) — чешский математик.

## Биография
Родился в селе Страчов (ныне расположенном в Чехии), в 1912 году поступил в Пражский университет. По окончании Первой мировой войны вернулся в университет и в 1920 году защитил диссертацию на степень доктора философии. В 1921—22 годах сотрудничал с Гвидо Фубини в области проективной дифференциальной геометрии. В 1952 году был избран членом новой Чехословацкой академии наук.

## Научный вклад
Основные работы Чеха относятся к топологии (общей и алгебраической). Так, в работе 1932 года им было введено определение когомологий Александрова — Чеха и обратного предела. 
На международном математическом конгрессе в Цюрихе (1932) он представил определение высших гомотопических групп сферы (впоследствии переоткрытое Гуревичем). 
В 1937 году им была явно описана конструкция компактификации вполне регулярного пространства, впоследствии названная компактификацией Стоуна — Чеха. 
Его доказательство теоремы Тихонова является первым из опубликованных доказательств.

## Избранные работы
- Geometria proiettiva differenziale. I, II — Bologna,Zanichelli — 1926, 1927 (совместно с Фубини).
- Theorie generale del’homologie dans une space quelconque — Fundamenta mathematicae 19, 149—183, 1932.
- Hoherdimensionale Homotopiegruppen — Verh. int. Kongr. Zurich 2, 203, `1932.
- Sur les nombres de Betti locaux — Annals of Mathematics, (2) 35, 678—701, 1934.
- Les theoremes de dualite en topologie, Gompt. Rend. kongres, Praha, 17—25, 1934.
- Multiplication on a complex — Annals of Mathematics. 37, 681—697, 1936.
- On bicompact spaces — Annals of Mathematics, 38, 823—844, 1937.